# Cejn velký
Cejn velký (Abramis brama; Linné, 1758) je v České republice velice hojně chovaný druh ryb. U této ryby není zákonem stanovena minimální lovná délka (tzv. plevelná ryba). Je dokonale uzpůsoben k životu ve stojatých, mělkých a prohřátých vodách. Lidské zásahy do vodních toků jej nikterak nezasáhly, naopak stavby přehrad rozšířily jeho životní prostor. Je poměrně odolný vůči znečištění.

## Popis
Cejn velký má vysoké, z boků silně zploštělé tělo. Hlava je v poměru k tělu malá. Ploutve jsou tmavé, dlouhé a špičaté. Hřbet je zbarven až do černa, boky šedožluté až zlatavé, břicho je světlé. Dosahuje délky vzácně až 95 cm a hmotnosti 10 kg, běžné úlovky se však pohybují v rozmezí 20–30 cm o průměrné váze 0,5 kg. Dožívá se až 30 let.

## Výskyt
Obývá vody téměř celé Evropy s výjimkou severní části Skandinávie a Skotska, nevyskytuje se na Pyrenejském poloostrově, v Itálii, na Balkáně a na Krymu. V České republice je možno výskyt označit jako velmi hojný. Je to původní a typická ryba dolních částí větších řek, podle níž jsou tyto úseky označovány jako cejnové pásmo. Vyskytuje se v různých typech stojatých vod, v tůních, slepých ramenech, jezerech po těžbě štěrkopísku a v propadlinách. Vhodné podmínky nalezl i ve většině našich údolních nádrží. Místy proniká i do parmového pásma. Vždy dává přednost místům s měkkými nánosy na dně.

## Potrava
Jedná se o všežravou rybu. V mládí se živí především planktonem, v dospělosti pak bentosem.
Sportovními rybáři je loven často na hrách, kukuřici, kroupy, burizony, lisovaný rohlík, hnojáčky, bílé červy apod.

## Rozmnožování

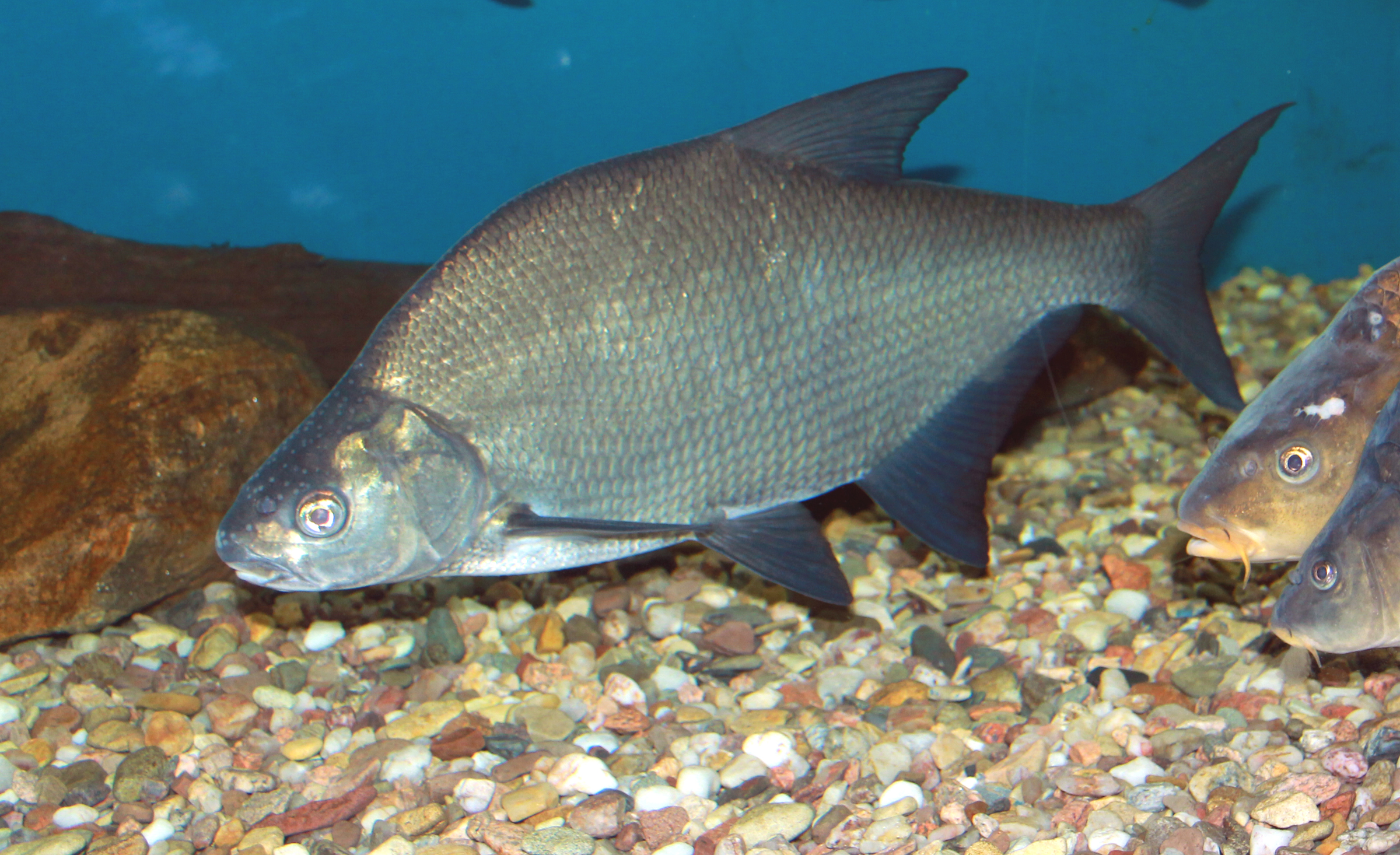
Cejn velký na výstavě Pod hladinou Vltavy v Praze

Tření probíhá bouřlivě v období od poloviny dubna do června, vždy v závislosti na teplotě vody, která musí být vyšší než 12 °C. Ryby se shromažďují v zarostlých mělčinách, kde samice kladou na vodní rostliny asi 1,5 mm velké žluté jikry. Jediná samice může naklást až 300 000 jiker. Velmi často se kříži s jinými druhy kaprovitých ryb, jako například s ploticí, perlínem nebo cejnkem malým.

## Cejn velký a člověk
Mezi sportovními rybáři se jedná o velmi oblíbenou rybu.[zdroj?] V rybářské hantýrce se mu tradičně říká „Lopaťák“. Lze ji lovit jak na plavanou, tak na položenou nebo na stále modernější feeder. Při nedostatku dravců hrozí její přemnožení. Z hospodářského hlediska se jedná spíše o plevelný druh, neboť konkuruje kaprovi.

## Rekordní úlovky v Česku
| Délka   | Hmotnost | Revír         | Datum       | Nástraha   |
| ------- | -------- | ------------- | ----------- | ---------- |
| 84 cm   | 6,80 kg  | ÚN Nechranice | 26. 6. 1999 | Bílí červi |
| 79 cm   | 5,50 kg  | ?             | 15. 3. 2002 | Burizon    |
| 77,5 cm | 5,40 kg  | ÚN Nechranice | 16. 4. 1999 | Hnoják     |